# اندیس حلاب
حلاب یک اندیس مصالح ساختمانی است که در حوالی شهر نجف آباد استان اصفهان قرار دارد و مادهٔ معدنی موجود در آن، سیلیس است.  